# Richard A. Pierson
Richard A. Pierson (* 1934 in Mount Vernon, Westchester County, New York) ist ein pensionierter Generalmajor der United States Air Force. Er war unter anderem Kommandeur der 1. Luftflotte.

## Leben
Über das Aviation Cadet Program gelangte er im April 1957 in das Offizierskorps der United States Air Force. Dort durchlief er anschließend alle Offiziersränge vom Leutnant bis zum Zwei-Sterne-General.
Im Lauf seiner militärischen Karriere absolvierte er verschiedene Kurse und Schulungen. Dazu gehörten unter anderem eine Ausbildung zum Kampfpiloten und weitere Fortbildungskurse als Pilot neuer Flugzeugtypen; die Weapons Controller School auf der Tyndall Air Force Base in Florida und das Air War College auf der Maxwell Air Force Base in Alabama. Außerdem erhielt er akademische Grade von der University of Omaha und der Troy University.
In seinen frühen Jahren als Offizier der Luftwaffe war er an verschiedenen Stützpunkten stationiert. Dabei war er als Pilot, Flugausbilder, Waffenoffizier oder Stabsoffizier bei unterschiedlichen Einheiten tätig. Dazwischen absolvierte er die erwähnten Schulungen. Zwischen November 1957 und Oktober 1958 war er auf der Osan Air Base in Südkorea stationiert. Dort war er Pilot bei der 311. Kampf/Bomberschwadron (311th Fighter-Bomber Squadron). Nach zwischenzeitlich anderen Verwendungen wurde er im Mai 1960 nach Deutschland versetzt. Dort war er bis zum März 1961 Luftaufklärungsoffizier (air surveillance officer) bei der 603. Kontroll- und Alarmschwadron (603rd Aircraft Control and Warning Squadron). Anschließend war er bis zum Juli 1964 Stabsoffizier der 86th Air Division, die auf der Ramstein Air Base ansässig war.
Nach weiteren Verwendungen und Schulungen in den Vereinigten Staaten wurde Richard Pierson im Juli 1969 auf die Ubon Royal Thai Air Force Base in Thailand verlegt. Dort gehörte er dem 8. Kampfgeschwader an (8th Tactical Fighter Wing), mit dem er im Vietnamkrieg eingesetzt war. Dabei kommandierte er eine Aufklärungseinheit. Während seiner dortigen Zeit brachte er es auf über 500 Flugeinsatzstunden.
Piersons nächste Mission führte ihn zur Hickham Air Force Base in Hawaii. Zwischen Oktober 1970 und August 1974 gehörte er in unterschiedlichen Funktionen dem Stab der Pacific Air Forces an. Nach seinem anschließenden Studium am Air War College wurde er im Juli 1975 auf die Reese Air Force Base in Texas versetzt. Bis zum August 1978 gehörte er dort dem Stab des 64. Ausbildungsgeschwaders (64th Flying Training Wing) an. Anschließend erhielt er auf der Williams Air Force Base in Arizona das Kommando über die 82nd Air Base Group. Diese Aufgabe nahm er bis zum Juni 1980 wahr. Dann erhielt er den Oberbefehl über das 14. Ausbildungsgeschwader (14th Flying Training Wing), das auf der Columbus Air Force Base in Mississippi stationiert war.
Im Jahr 1981 übernahm Richard Pierson auf der Maxwell AFB für einige Monate die Leitung der Squadron Officer School. Im Juni 1982 erhielt er auf der Luke Air Force Base in Arizona das Kommando über die 26th Air Division und den für diese Region zuständigen Teil des North American Aerospace Defense Command (NORAD). Während seiner Zeit als Kommandeur wurden diese Einheiten auf die March Air Force Base in Kalifornien verlegt.
Im Mai 1985 wurde ihm die Leitung des Waffenzentrums der Air Force (U.S. Air Force Air Defense Weapons Center) übertragen. Diese befand sich auf der Tyndall AFB in Florida. Diese Aufgabe bekleidete er bis zum August 1986. Es folgte eine Auslandsmission in Athen. Dort leitete er bis zum Juli 1988 die amerikanische Unterstützungsgruppe für Griechenland (chief of the Joint U.S. Military Aid Group to Greece).
Am 1. Juli 1988 erhielt Richard Pierson auf der Langley AFB das Kommando über die 1. Luftflotte. Gleichzeitig kommandierte er auch das dortige regionale Kontrollzentrum des NORAD. Diese Aufgaben erfüllte er bis zum 12. September 1991, als er von Lester P. Brown Jr. abgelöst wurde. Anschließend schied er aus dem aktiven Militärdienst aus.
Während seiner aktiven Zeit als Militärpilot absolvierte er über 4500 Flugstunden auf verschiedenen Flugzeugtypen.

## Orden und Auszeichnungen
Richard Pierson erhielt im Lauf seiner militärischen Laufbahn unter anderem folgende Auszeichnungen:
- Defense Superior Service Medal
- Legion of Merit
- Bronze Star Medal
- Distinguished Flying Cross
- Meritorious Service Medal
- Air Medal
- Air Force Commendation Medal
- Air Force Outstanding Unit Award
- Good Conduct Medal
- National Defense Service Medal
- Vietnam Service Medal
- Air Force Longevity Service Award
- Gallantry Cross (Südvietnam)
- Vietnam Campaign Medal (Südvietnam)